# Église Saint-Jacques de Rothenburg ob der Tauber
L'église évangélique luthérienne Saint-Jacques (en allemand : Jakobskirche) de Rothenburg ob der Tauber est une église gothique de Rothenbourg ob der Tauber en Moyenne-Franconie, en Bavière. Elle a été construite entre 1311 et 1484. Le chœur est achevé en 1322, et après une interruption des travaux, la nef principale fut construite entre 1373 et 1436. Le chœur ouest avec la chapelle du Saint-Sang, qui enjambe une rue, a été construit entre 1453 et 1471. La consécration eut lieu en 1485. En 1544, la Réforme fut introduite. L'église a été entièrement rénovée entre 2005 et 2011.

## Description

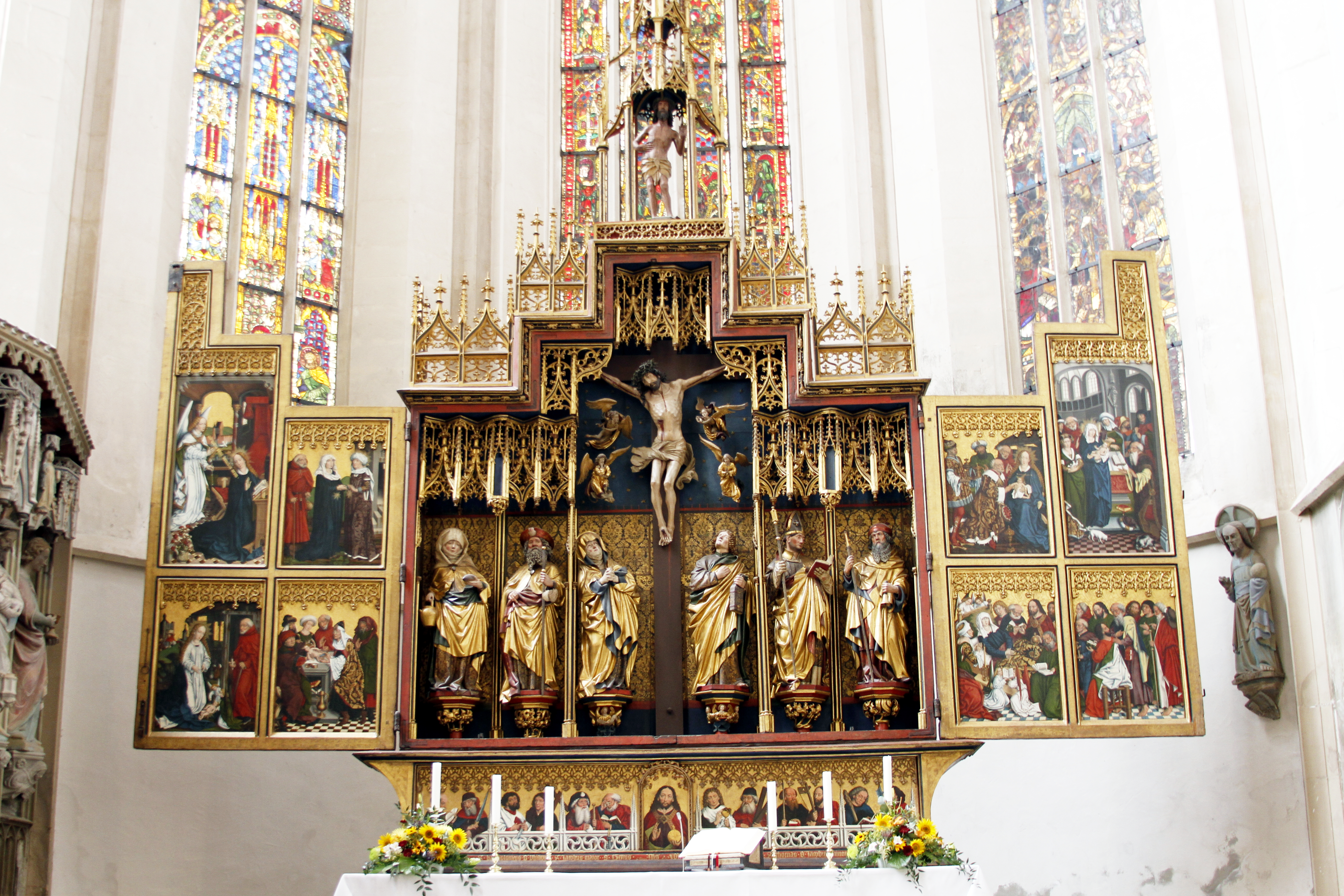
Autel des Douze Apôtres

Ses deux tours sont de hauteurs différentes (tour sud : 55,2 m, tour nord 57,7 m). Les fenêtres du chœur est sont ornées de peintures précieuses, dont les plus anciennes datent de 1350 et d'autres de 1400. L'église est célèbre pour ses retables, principalement pour celui dit « du Saint Sang » de Tilman Riemenschneider. Le nom du retable est dû à une relique, une goutte de sang du Christ. Parvenue à Rothenbourg à la fin des croisades, cette relique attira très vite une multitude croissante de pèlerins. Il faut également mentionner le retable des Douze Apôtres de Friedrich Herlin de Nördlingen (1466) et les vitraux de 17 mètres (1350-1400) qui illuminent le maître-autel.

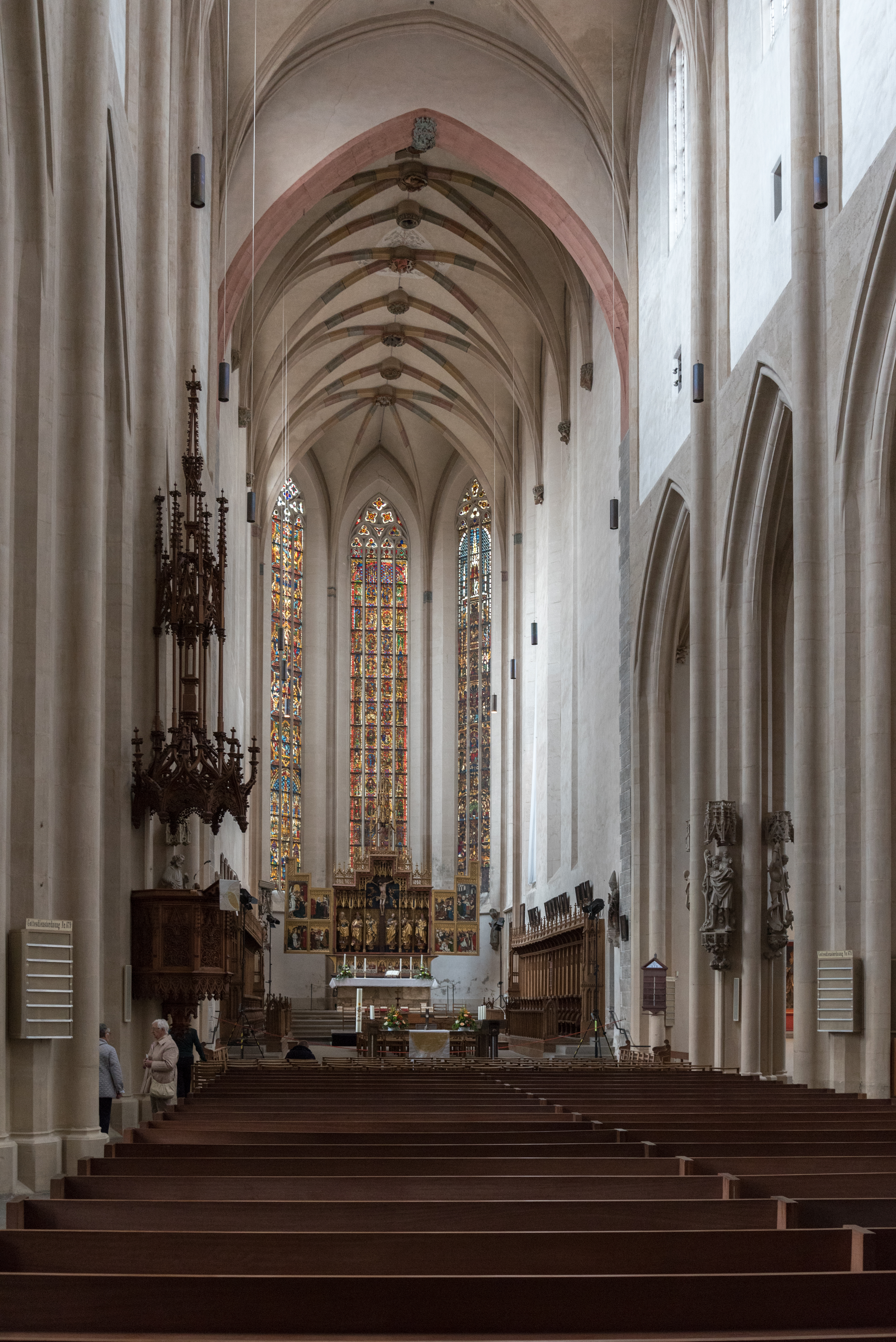
Nef centrale

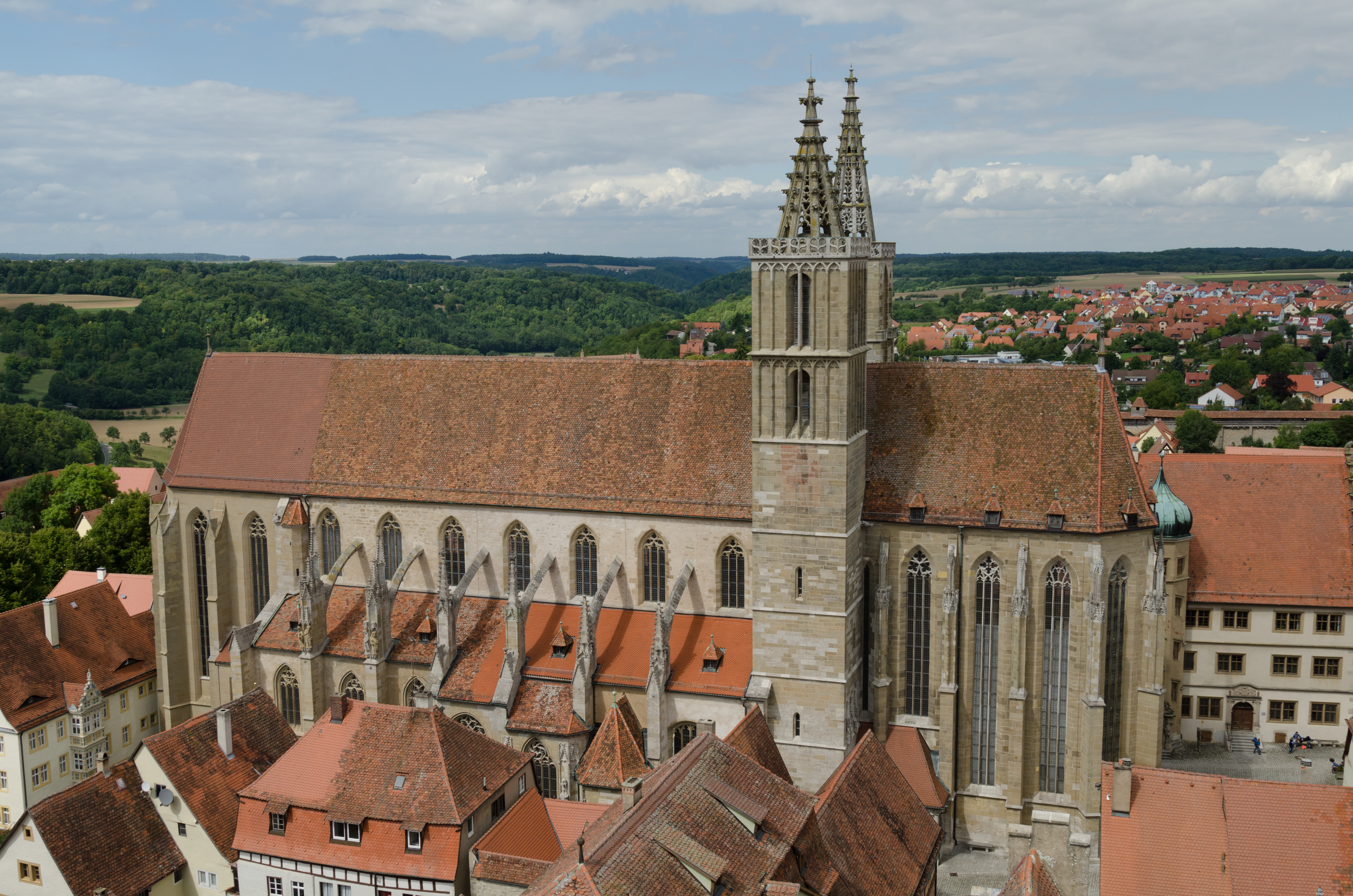
Vue de l'église Saint-Jacques depuis la tour de l'hôtel de ville
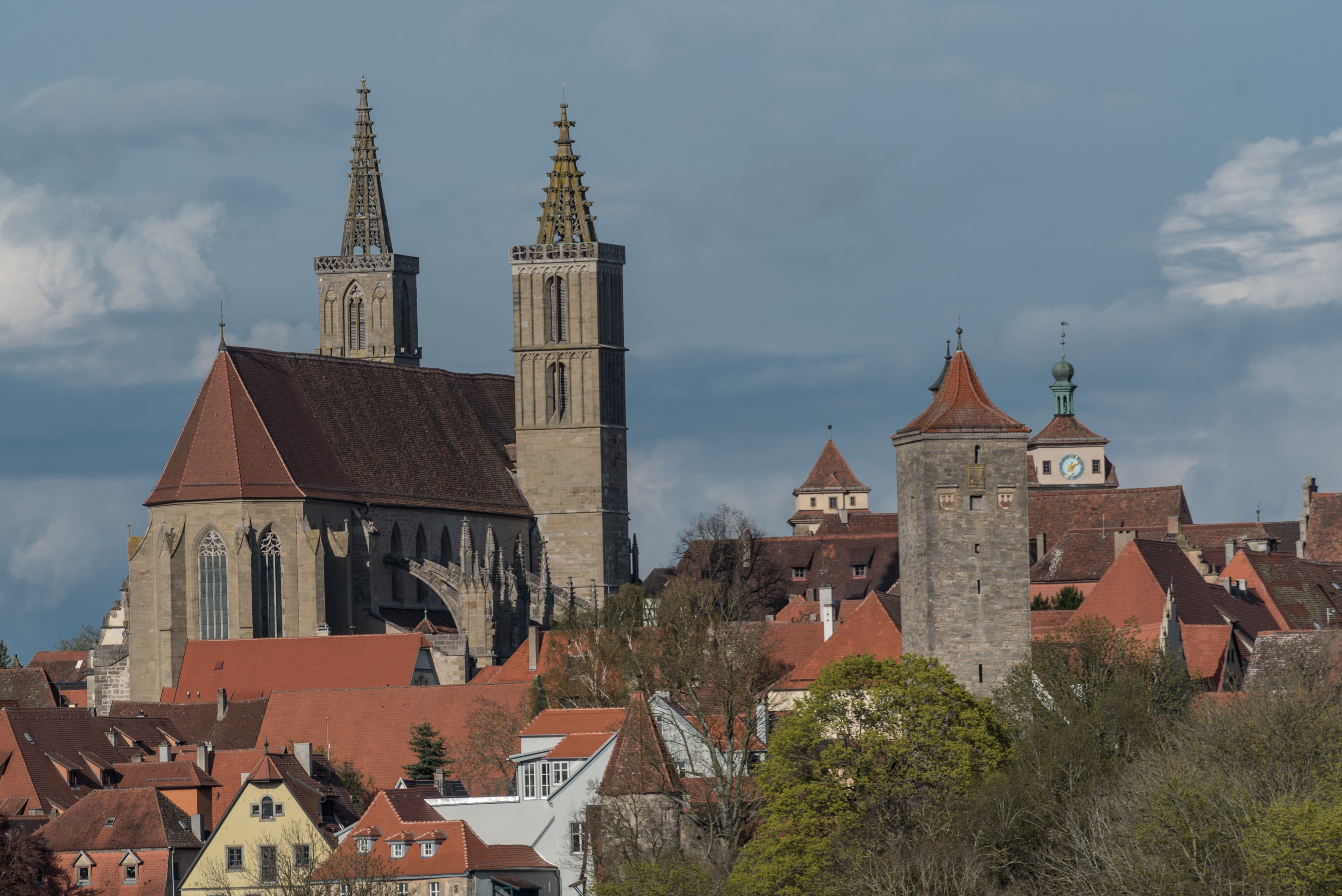
Vue de l'église Saint-James depuis l'ouest
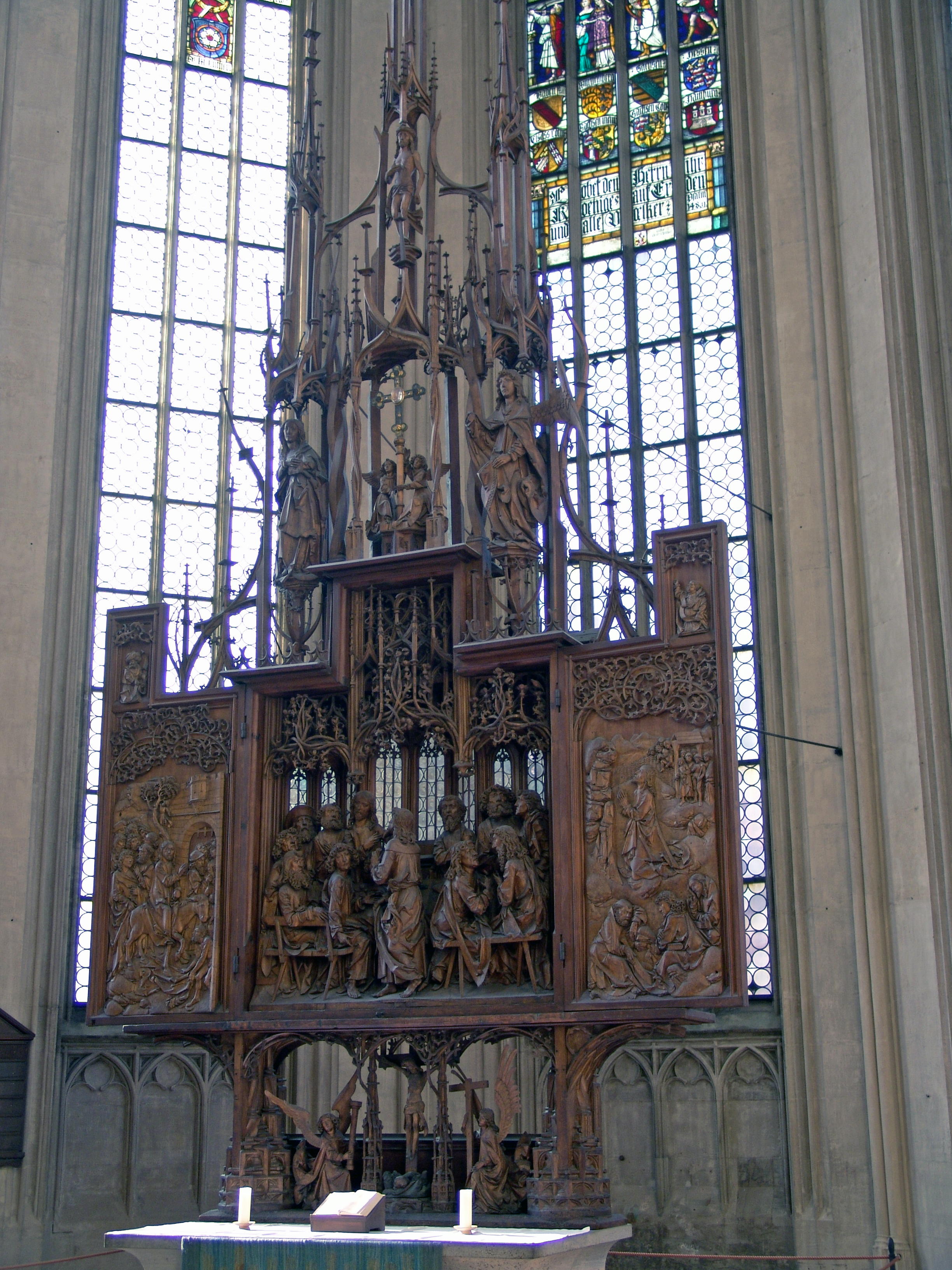
Retable du Saint-Sang
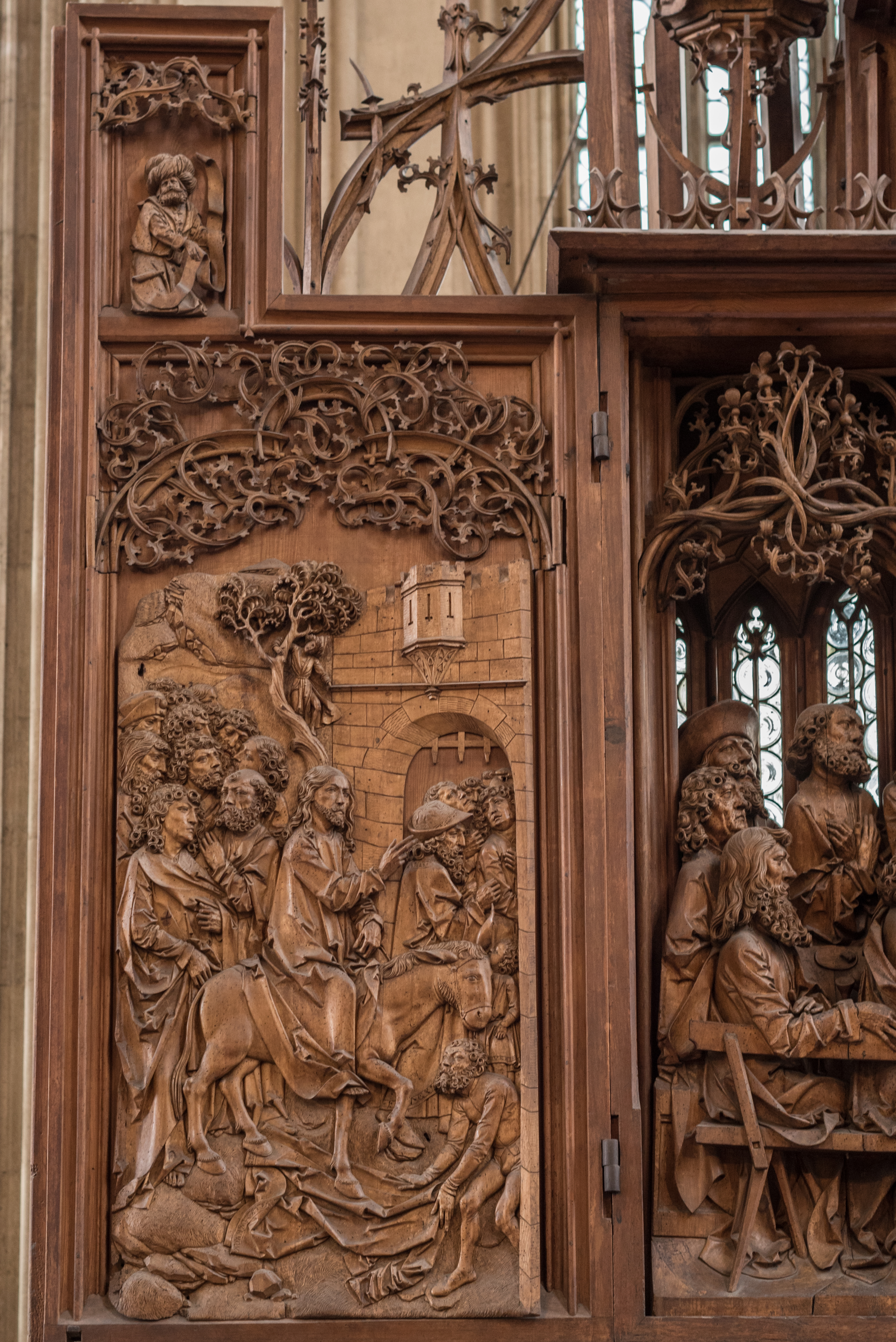
Détail du retable
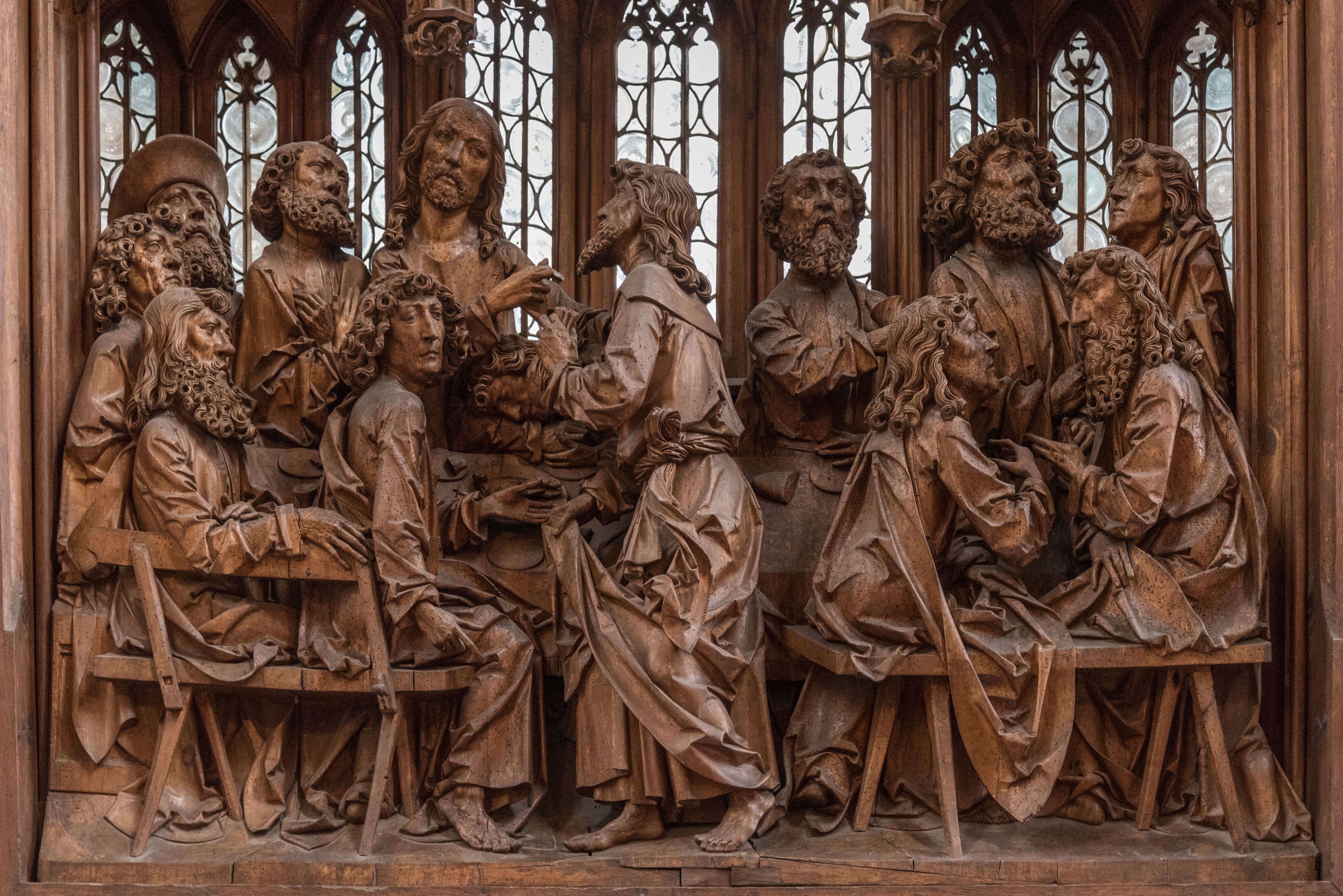
Détail du retable
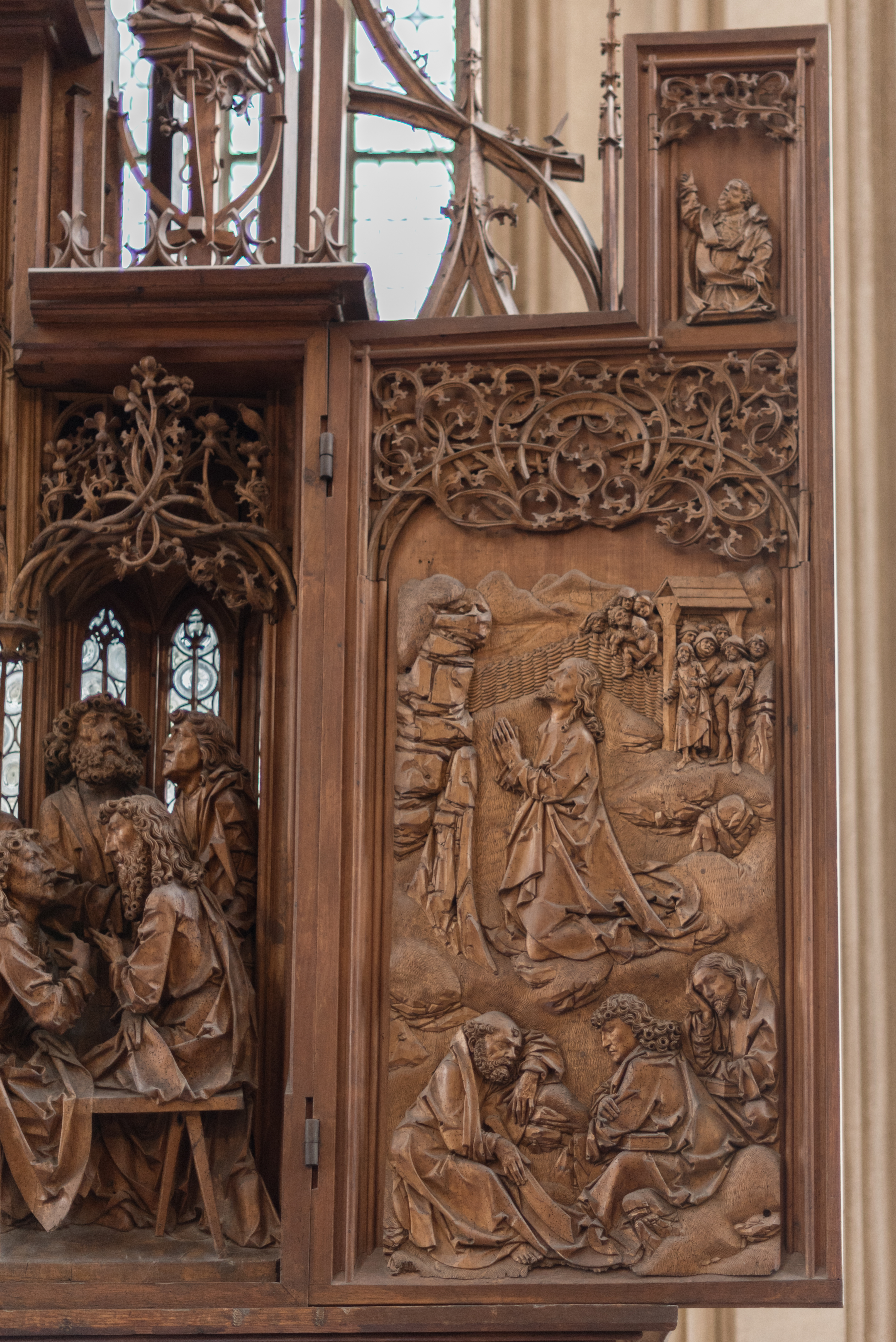
Détail du retable

## Orgue

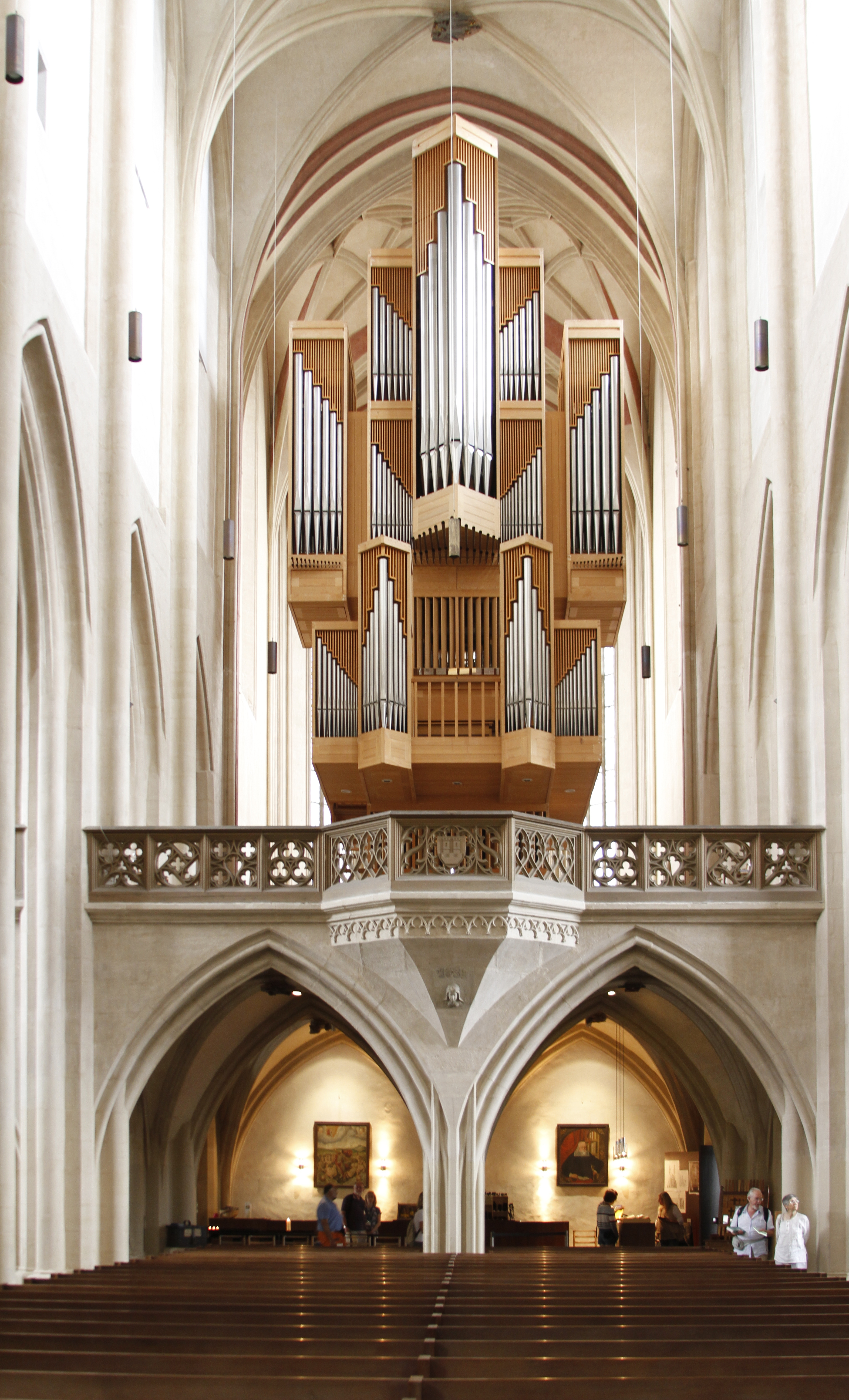
Nef centrale avec orgue Rieger (1968)

Le grand orgue de Saint-Jacques a été construit en 1968 par la manufacture Rieger Orgelbau et compte 69 registres avec environ 5 500 tuyaux,,.
L'église possède une précieuse cloche à six parties, répartie sur les deux tours. Toutes les cloches ont été coulées sur place en 1626/27 par les fondeurs lorrains de cloches Petrus Bulevilius et Caspar Delson.
Grâce à son emplacement sur la piste cyclable du Taubertal, l'église Jakobskirche est désignée Radwegekirchen église de piste cyclable.

## Littérature
- Karl Borchardt : Les institutions spirituelles de la ville impériale de Rothenburg ob der Tauber et de la zone rurale associée depuis les débuts jusqu'à la Réforme (Publications de la Société d'histoire de Franconie. Série 9 : Représentations de l'histoire de l'art de Franconie. 37). Degener, Neustadt/Aisch 1988  (ISBN 3-7686-4122-8).
- 500 ans de Saint-Jacques de Rothenburg 1485–1985. Festivités à l'occasion du 500e retour de la consécration de l'église Saint-Jacques de Rothenburg ob der Tauber en 1485. Paroisse évangélique luthérienne de Saint-Jacques, Rothenburg 1985.
- Klaus Herbers : Les villes impériales de Haute-Allemagne et leurs cultes saints. Traditions et caractéristiques entre la ville, l'ordre chevaleresque et l'empire. Narr, Tübingen 2005 (ISBN 3-8233-6192-9).
- Rainer Kahsnitz : Les grands autels sculptés. Gothique tardif dans le sud de l'Allemagne, en Autriche et dans le Tyrol du Sud. Hirmer Verlag, Munich 2005 (ISBN 3-7774-2625-3).
- Iris Kalden-Rosenfeld : Tilman Riemenschneider et son atelier. Catalogue des œuvres généralement acceptées comme œuvres de Riemenschneider et de son atelier (Les Livres Bleus). 3e édition mise à jour et augmentée. Langewiesche, Königstein im Taunus 2006 (ISBN 3-7845-3224-1).
- Vincent Mayr : Evang.-Luth. Église paroissiale Saint-Jacques à Rothenburg ob der Tauber (Guide artistique DKV n° 312). 12. Édition, Munich/Berlin 2012.
- Anton Ress : St. Jakob, Rothenburg ob der Tauber. Église paroissiale luthérienne (Vite, Art Guide n°669). Munich/Zurich 1958.
- Anton Ress : Les monuments d'art de Bavière. Département 5 : Région administrative de Moyenne-Franconie : Les monuments d'art de Moyenne-Franconie. Tome 8 : Ville de Rothenburg od T. Bâtiments religieux. Oldenbourg, Munich 1959, p. 72-233.
- Horst F. Rupp, Karl Borchardt (éd.) : Rothenburg ob der Tauber. Histoire de la ville et de ses environs. Theiss/Société du livre scientifique, Darmstadt 2016 (ISBN 978-3-8062-2962-2).
- Eva Ulrich : L'église Jakobskirche à Rothenburg ob der Tauber (Langewiesche Bücherei 135). Königstein.

## Liens web
- Doyenné de Rothenburg
- Informations touristiques
- Plus d'informations et de photos sur Saint-Jacques